# Siphonochalina coriacea
Siphonochalina coriacea är en svampdjursart som beskrevs av Schmidt 1868. Siphonochalina coriacea ingår i släktet Siphonochalina och familjen Callyspongiidae. Inga underarter finns listade i Catalogue of Life.